# Declaración sobre orientación sexual e identidad de género de las Naciones Unidas
La declaración de la ONU sobre orientación sexual e identidad de género es una iniciativa francesa, respaldada por la Unión Europea, presentada ante la Asamblea General de las Naciones Unidas el 18 de diciembre de 2008. La declaración, originalmente propuesta como resolución, provocó otra declaración en sentido opuesto promovida por países musulmanes. Ambas declaraciones permanecen abiertas a nuevas firmas.
La declaración condena la violencia, el acoso, la discriminación, la exclusión, la estigmatización y el prejuicio basado en la orientación sexual y la identidad de género. También condena los asesinatos y ejecuciones, las torturas, los arrestos arbitrarios y la privación de derechos económicos, sociales y culturales por estos motivos.
La declaración supuso un gran avance para los derechos humanos que rompió el tabú de hablar sobre los derechos LGBT en las Naciones Unidas. Los opositores a la declaración, liderados por Siria, presentaron un documento alternativo en el que advirtieron que la declaración podría conducir a "la normalización social y, posiblemente, la legitimación, de muchos actos deplorables incluida la pedofilia". Este documento alternativo fue firmado por 60 países, mientras que la declaración original obtuvo 66 firmas.

## Antecedentes
A diciembre de 2008 la homosexualidad es ilegal en 77 países, en siete de los cuales es castigada con la pena de muerte.
La primera vez que la ONU se posicionó respecto a los derechos LGBT fue en 1994 mediante la resolución favorable del caso Toonen contra Australia por parte del Comité de Derechos Humanos de la ONU, el cual dictó que en el Pacto Internacional de Derechos Civiles y Políticos se recoge que las leyes contra la homosexualidad son una violación de los derechos humanos. Después de eso, en septiembre de 1995, la orientación sexual se convirtió en un tema de debate en las negociaciones sobre el Borrador de la Plataforma de Acción de Beijing de 1995 en la 4ª Conferencia Mundial sobre la Mujer. Si bien el texto propuesto sobre "orientación sexual" finalmente se eliminó del texto, fue la primera vez que los gobiernos adoptaron una postura pública y explícita a favor o en contra de la inclusión y el reconocimiento de la orientación sexual como parte del derecho de las mujeres a controlar su sexualidad. Además, en esa conferencia, Beverley Palesa Ditsie se convirtió en la primera persona abiertamente lesbiana en dirigirse a las Naciones Unidas con respecto a cuestiones LGBT, y pidió a los Estados que adopten resoluciones que reconozcan la diversidad sexual.
En abril de 2003, Brasil presentó una resolución que prohíbe la discriminación por orientación sexual a la Comisión de Derechos Humanos de las Naciones Unidas. Sin embargo, en los debates que siguieron, la Comisión votó para posponer las discusiones sobre la resolución hasta 2004. 
En 2006, durante el Día Internacional contra la Homofobia y la Transfobia (IDAHO), se lanzó una campaña mundial contra la criminalización de las relaciones entre personas del mismo sexo. La campaña fue apoyada por diversas personalidades: premios nobel, académicos, religiosos o famosos. En 2008, los 34 países miembros de la Organización de Estados Americanos aprobaron de forma unánime una declaración en la que se extendía la protección de los derechos humanos a la identidad de género y la orientación sexual.
Tras los encuentros realizados entre la Secretaria de Estado de Derechos Humanos de Francia, Rama Yade, y el representante de la IDAHO, Louis George Tin, a principios de 2008, Yade anunció su llamamiento en la ONU a favor de la despenalización de la homosexualidad, que fue recibido como una preocupación internacional. 
Copatrocinada por Francia, que ocupaba en esos momentos la presidencia rotatoria del Consejo de la Unión, y Países Bajos en nombre de la UE, la declaración fue inicialmente propuesta como una resolución, pero al no alcanzar el quórum necesario se decidió utilizar el formato de declaración. La declaración fue leída por el embajador de la Argentina, Jorge Argüello el 18 de diciembre de 2008 y fue la primera declaración sobre derechos homosexuales leída en la Asamblea General.  

## Apoyos

Derechos LGBT en las Naciones Unidas
Estados que han firmado una declaración de la Asamblea General sobre derechos LGBT o patrocinado la resolución de 2011 sobre los derechos LGBT del Consejo de Derechos Humanos (96 miembros)
Estados que firmaron una declaración de 2008 en contra de los derechos LGBT (inicialmente 57 miembros, ahora 54 miembros)
Estados que, en lo que respecta a la ONU, no han expresado ni apoyo oficial ni oposición a los derechos LGBT (44 miembros)
Estado miembro subsecuente (Sudán del Sur, que no fue miembro de las Naciones Unidas en 2008)
Estados que no son miembros con derecho a voto de las Naciones Unidas

Varios oradores se refirieron en la conferencia sobre la declaración a que muchos países tenían leyes contra la homosexualidad debido a su pasado colonial británico y a sus religiones o tradiciones.

Al expresar su apoyo a la declaración Rama Yade preguntó: 
"¿Cómo podemos tolerar el hecho de que algunas personas sean apedreadas, ahorcadas, decapitadas y torturadas sólo por su orientación sexual?" 
El activista británico Peter Tatchell dijo sobre la declaración: 
"Esta fue la historia de los hechos… Conseguir esta declaración de la ONU es el resultado del esfuerzo colectivo global de muchas organizaciones LGBT y de derechos humanos. Nuestra colaboración, unidad y solidaridad han conseguido este éxito. Además de a IDAHO, rindo homenaje al esfuerzo y contribución de Amnistía Internacional, ARC Internacional, Center for Women's Global Leadership, COC Nederland, Global Rights, Human Rights Watch, International Committee for IDAHO, Comisión Internacional Gay y Lesbiana de Derechos Humanos (IGLHRC), ILGA, International Service for Human Rights, Pan Africa ILGA y Public Services International."

### Firmantes
96 de los 193 miembros de la Naciones Unidas firmaron la declaración, incluyendo todos los países de la Unión Europea, y la mayoría de los países occidentales, con la excepción de los Estados Unidos, que tras declarar que firmarla era incompatible con su ordenamiento interno ha decidido finalmente apoyarla.
| África | América | Asia | Europa | Oceanía |
| --- | --- | --- | --- | --- |
| - Cabo Verde - Gabón - Guinea-Bisáu - Mauricio - República Centroafricana - Ruanda - Santo Tomé y Príncipe - Seychelles - Sierra Leona - Sudáfrica | - Argentina - Bahamas - Bolivia - Brasil - Canadá - Chile - Colombia - Costa Rica - Cuba - Dominica - Ecuador - El Salvador - Estados Unidos - Guatemala - Honduras - México - Nicaragua - Panamá - Paraguay - Perú - República Dominicana - Uruguay - Venezuela | - Armenia - Corea del Sur - Filipinas - Georgia - Israel - Japón - Mongolia - Nepal - Tailandia - Timor Oriental - Vietnam | - Albania - Alemania - Andorra - Austria - Bélgica - Bosnia y Herzegovina - Bulgaria - Chipre - Croacia - Dinamarca - Eslovaquia - Eslovenia - España - Estonia - Finlandia - Francia iniciativa - Grecia - Hungría - Irlanda - Islandia - Italia - Letonia - Liechtenstein - Lituania - Luxemburgo - Macedonia del Norte - Malta - Moldavia - Mónaco - Montenegro - Noruega - Países Bajos iniciativa - Polonia - Portugal - Reino Unido - República Checa - Rumania - San Marino - Serbia - Suecia - Suiza - Ucrania | - Australia - Estados Federados de Micronesia - Fiyi - Islas Marshall - Nauru - Nueva Zelanda - Palaos - Samoa - Tuvalu - Vanuatu |

## Opositores
Entre los primeros en posicionarse en contra de la declaración se encontró la Santa Sede, que en diciembre de 2008 defendió mediante unas controvertidas afirmaciones, que si la declaración era ampliamente aceptada se podría forzar a otros países a reconocer el matrimonio entre personas del mismo sexo. El observador permanente de la Santa Sede ante las Naciones Unidas, Celestino Migliore, argumentó que: “Los Estados que no reconozcan la unión entre personas del mismo sexo serán sometidos a presiones”.
Según Migliore se quiere introducir la idea de identidad de género: “En particular las categorías orientación sexual e identidad de género, usadas en el texto no encuentran reconocimiento en el ordenamiento jurídico internacional. Una declaración política de ese tipo crearía nuevas e implacables discriminaciones". Aunque la Santa Sede no ha apoyado la despenalización de la homosexualidad Magliore afirma que: “La Santa Sede sigue abogando para que todo signo de discriminación injusta hacia las personas homosexuales se eviten e insta a los Estados para acabar con las sanciones penales contra ellos".
La opinión de la Santa Sede ha sido duramente criticada. Un editorial del periódico La Stampa asegura que el razonamiento del Vaticano en este caso es "grotesco"., también el presidente de Arcigay Aurelio Mancuso declaró al respecto:
"Es de una gravedad extrema que el Vaticano, y, por tanto, la Iglesia católica entera, se mueva para que la propuesta no se apruebe, lo que sería un verdadero acto de condena a muerte contra los millones de gais y lesbianas que tienen la mala suerte de vivir en países sanguinarios"
Rusia o China se han negado igualmente a firmar la declaración junto con los países miembros de la Conferencia Islámica. 
Además el portavoz sirio leyó una declaración opuesta a la despenalización de la homosexualidad firmada por 54 países. La declaración respaldada por la Organización de la Conferencia Islámica, rechazó la idea de que la homosexualidad pueda deberse al código genético y afirmó que la declaración amenaza con socavar el marco internacional de los derechos humanos. Añadió que la declaración "profundiza en cuestiones que son esencialmente de la jurisdicción interna de los Estados" y podría conducir a "la normalización social y, posiblemente, la legitimación, de muchos actos deplorables incluida la pedofilia”. Además la Organización de la Conferencia Islámica intentó también suprimir la orientación sexual de una resolución formal propuesta por Suecia donde se condenaban las ejecuciones sumarias.

### Firmantes
| África | América       | Asia | Oceanía         |
| --- | ------------- | --- | --------------- |
| - Argelia - Benín - Camerún - Chad - Comoras - Costa de Marfil - Egipto - Eritrea - Etiopía - Gambia - Guinea - Kenia - Libia - Malaui - Mali - Marruecos - Mauritania - Níger - Nigeria - Senegal - Somalia - Suazilandia - Sudán - Tanzania - Togo - Túnez - Uganda - Yibuti - Zimbabue | - Santa Lucía | - Afganistán - Arabia Saudita - Baréin - Bangladés - Brunéi - Corea del Norte - Emiratos Árabes Unidos - Indonesia - Irán - Irak - Jordania - Kazajistán - Kuwait - Malasia - Maldivas - Omán - Pakistán - Catar - Siria - Tayikistán - Turkmenistán - Yemen | - Islas Salomón |

## Texto de la declaración
1. Reafirmamos el principio de la universalidad de los derechos humanos, tal y como lo establece la Declaración Universal de los Derechos Humanos cuyo 60º aniversario se celebra este año. En su artículo 1, establece que “todos los seres humanos nacen libres e iguales en dignidad y derechos”.

2. Reafirmamos que todas las personas tienen derecho al goce de sus derechos humanos sin distinción alguna de raza, color, sexo, idioma, religión, opinión política o de cualquier otra índole, origen nacional o social, posición económica, nacimiento o cualquier otra condición, tal como lo establecen el artículo 2 de la Declaración Universal de los Derechos Humanos y el artículo 2 de los Pactos Internacionales de Derechos Civiles y Políticos y de Derechos Económicos, Sociales y Culturales, así como el artículo 26 del Pacto Internacional de Derechos Civiles y Políticos.
3. Reafirmamos el principio de no discriminación, que exige que los derechos humanos se apliquen por igual a todos los seres humanos, independientemente de su orientación sexual o identidad de género.
4. Estamos profundamente preocupados por las violaciones de derechos humanos y libertades fundamentales basadas en la orientación sexual o identidad de género.
5. Estamos, asimismo, alarmados por la violencia, acoso, discriminación, exclusión, estigmatización y prejuicio que se dirigen contra personas de todos los países del mundo por causa de su orientación sexual o identidad de género, y porque estas prácticas socavan la integridad y dignidad de aquéllos sometidos a tales abusos.
6. Condenamos las violaciones de derechos humanos basadas en la orientación sexual o la identidad de género dondequiera que tengan lugar, en particular el uso de la pena de muerte sobre esta base, las ejecuciones extrajudiciales, sumarias o arbitrarias, la práctica de la tortura y otros tratos o penas crueles, inhumanos o degradantes, el arresto o detención arbitrarios y la denegación de derechos económicos, sociales y culturales, incluyendo el derecho a la salud.
7. Recordamos la intervención pronunciada en 2006 ante el Consejo de Derechos Humanos por cincuenta y cuatro países, solicitando al Presidente del Consejo que brindara una oportunidad, en una futura sesión adecuada del Consejo, para el debate sobre estas violaciones.
8. Elogiamos la atención que a estas cuestiones prestan los titulares de procedimientos especiales del Consejo de Derechos Humanos y órganos de tratados, y los alentamos a continuar integrando la consideración de las violaciones de derechos humanos basadas en la orientación sexual o identidad de género dentro de sus mandatos relevantes.
9. Recibimos con beneplácito la adopción de la resolución AG/RES. 2435 (XXXVIII-O/08) sobre “Derechos Humanos, Orientación Sexual e Identidad de Género” por parte de la Asamblea General de la Organización de los Estados Americanos durante su 38ª sesión el 3 de junio de 2008.
10. Hacemos un llamado a todos los Estados y mecanismos internacionales relevantes de derechos humanos a que se comprometan con la promoción y protección de los derechos humanos de todas las personas, independientemente de su orientación sexual e identidad de género.
11. Urgimos a los Estados a que tomen todas las medidas necesarias, en particular las legislativas o administrativas, para asegurar que la orientación sexual o identidad de género no puedan ser, bajo ninguna circunstancia, la base de sanciones penales, en particular ejecuciones, arrestos o detención.
12. Urgimos a los Estados a asegurar que se investiguen las violaciones de derechos humanos basados en la orientación sexual o la identidad de género y que los responsables enfrenten las consecuencias ante la justicia.

13. Urgimos a los Estados a asegurar una protección adecuada a los defensores de derechos humanos, y a eliminar los obstáculos que les impiden llevar adelante su trabajo en temas de derechos humanos, orientación sexual e identidad de género.